# گونگنونگ-دونگ
گونگنونگ-دونگ (به لاتین: Gongneung-dong) یک منطقهٔ مسکونی در کره جنوبی است.